# Бар'єр біологічний
Бар'єр біологічний — природна біологічна перешкода на шляху поширення виду або угруповання, зумовлена існуванням (або відсутністю) в даній області тварин і рослин, які є конкурентами, ворогами або, навпаки, — їжею і т. ін. Так, ліси перешкоджають поширенню степів, відсутність комах-запилювачів — поширенню ентомофільних рослин і т. д.

## Ресурси Інтернету
- Дедю И. И. Экологический энциклопедический словарь. — Кишинев, 1989 [Архівовано 24 жовтня 2016 у Wayback Machine.]
- Словарь ботанических терминов / Под общ. ред. И. А. Дудки. — Киев, Наук. Думка, 1984 [Архівовано 31 жовтня 2016 у Wayback Machine.]
- Англо-русский биологический словарь (online версия) [Архівовано 6 листопада 2016 у Wayback Machine.]
- Англо-русский научный словарь (online версия) [Архівовано 21 жовтня 2016 у Wayback Machine.]